# Чемпионат Москвы по футболу 1932
Чемпионат Москвы по футболу 1932 стал ХХХIV -м первенством столицы. 
Чемпионат был  проведен спортивными секциями при Московском Городском Совете Профессиональных Союзов (МГСПС) и Московском Городском Совете Физической Культуры (МГСФК) как единое первенство — высшая (первая) группа разыгрывала первенство Москвы, все остальные группы - первенство МГСПС (официальное название турнира — Первенство Москвы и МГСПС).
Победителем среди первых команд стала команда «Серп и Молот».

## Организация и проведение турнира
Весеннее первенство столицы 1932 года среди клубов не проводилось, вместо него проводились соревнования на первенства районов с участием производственных коллективов. 
Состав групп осеннего первенства Москвы был сформирован по итогам весенних районных турниров. Первенство в первой группе проводилось среди 12 клубов, соревновавшихся пятью командами в «клубном зачете» по следующей схеме: на первом этапе были сформированы три подгруппы по четыре клуба, откуда по два клуба (всего шесть) выходили в финальную группу и соревновались за первенство; по два оставшихся в круговом турнире оспаривали места с 7-го по 12-е.
Поскольку вновь был применен «клубный зачет» для определения прогресса главной (первой) команды по ходу турнира, то, строго говоря, данная схема не позволяла корректно идентифицировать первенство главных команд. Однако (как и годом ранее) практически все футбольные историки считают расхождения между результатами первых команд и «клубного зачета» в данном случае несущественными и признают чемпионство команды «Серп и Молот» среди первых команд.

## Ход турнира (главные команды)

### Подгруппа «А»

#### Итоговая таблица[9]
| № | Команды                 | 1   | 2    | 3   | 4    | В | Н | П | М      | О | МКЗ |
| - | ----------------------- | --- | ---- | --- | ---- | - | - | - | ------ | - | --- |
| 1 | «Серп и Молот»          |     | 2:1  | 3:0 | 5:0  | 3 | 0 | 0 | 10 — 1 | 9 | I   |
| 2 | «Динамо»                | 1:2 |      | 3:1 | 11:2 | 2 | 0 | 1 | 15 — 5 | 7 | III |
| 3 | «Казанка»               | 0:3 | 1:3  |     | 2:1  | 1 | 0 | 2 | 3 — 7  | 5 | II  |
| 4 | «Ситценабивная фабрика» | 0:5 | 2:11 | 1:2 |      | 0 | 0 | 3 | 3 — 18 | 3 | IV  |

### Подгруппа «Б»

#### Итоговая таблица
| №   | Команды     | 1   | 2   | 3   | 4   | В | Н | П | М     | О | МКЗ |
| --- | ----------- | --- | --- | --- | --- | - | - | - | ----- | - | --- |
| 1   | СКиГ        |     | 2:1 | 2:1 | 3:0 | 3 | 0 | 0 | 7 — 2 | 9 | I   |
| 2-4 | ЗиФ         | 1:2 |     | 1:2 | 3:0 | 1 | 0 | 2 | 5 — 4 | 5 | III |
| 2-4 | ЦДКА        | 1:2 | 2:1 |     | 2:4 | 1 | 0 | 2 | 5 — 7 | 5 | IV  |
| 2-4 | «Трехгорка» | 0:3 | 0:3 | 4:2 |     | 1 | 0 | 2 | 4 — 8 | 5 | II  |

### Подгруппа «В»

#### Итоговая таблица
| № | Команды              | 1   | 2   | 3   | 4   | В | Н | П | М     | О | МКЗ |
| - | -------------------- | --- | --- | --- | --- | - | - | - | ----- | - | --- |
| 1 | ЗиС                  |     | 2:2 | 2:1 | 3:1 | 2 | 1 | 0 | 7 — 4 | 8 | III |
| 2 | «Дукат»              | 2:2 |     | ?:? | 2:1 | 1 | 2 | 0 | 4 — 3 | 7 | I   |
| 3 | «Красный Пролетарий» | 1:2 | ?:? |     | 4:0 | 1 | 1 | 1 | 5 — 2 | 6 | II  |
| 4 | «Электрозавод»       | 1:3 | 1:2 | 0:4 |     | 0 | 0 | 3 | 2 — 9 | 3 | IV  |

### За места 7-12

#### Итоговая таблица
| №  | Команды                 | 1   | 2   | 3   | 4   | 5   | 6   | В | Н | П | М      | О  |
| -- | ----------------------- | --- | --- | --- | --- | --- | --- | - | - | - | ------ | -- |
| 7  | «Динамо»                |     | 1:1 | 2:5 | 3:1 | 6:0 | 1:0 | 3 | 1 | 1 | 13 — 7 | 12 |
| 8  | ЗиФ                     | 1:1 |     | 3:1 | ?:? | ?:? | 3:3 | ? | ? | ? | ?      | ?  |
| 9  | ЗиС                     | 5:2 | 1:3 |     | 2:3 | 5:0 | ?:? | ? | ? | ? | ?      | ?  |
| 10 | ЦДКА                    | 1:3 | ?:? | 3:2 |     | 0:4 | ?:? | ? | ? | ? | ?      | ?  |
| 11 | «Ситценабивная фабрика» | 0:6 | ?:? | 0:5 | 4:0 |     | 3:2 | ? | ? | ? | ?      | ?  |
| 12 | «Электрозавод»          | 0:1 | 3:3 | ?:? | ?:? | 2:3 |     | ? | ? | ? | ?      | ?  |

### Финальная группа

#### Итоговая таблица
| № | Команды              | 1   | 2   | 3   | 4   | 5   | 6   | В | Н | П | М       | О  |
| - | -------------------- | --- | --- | --- | --- | --- | --- | - | - | - | ------- | -- |
|   | «Серп и Молот»       |     | 0:0 | 3:3 | 6:2 | 1:1 | 6:2 | 2 | 3 | 0 | 16 — 8  | 12 |
|   | «Трехгорка»          | 0:0 |     | 3:1 | 1:2 | 2:1 | 1:0 | 3 | 1 | 1 | 7 — 4   | 12 |
|   | «Красный Пролетарий» | 3:3 | 1:3 |     | 4:1 | 2:0 | 1:2 | 2 | 1 | 2 | 11 — 9  | 10 |
| 4 | «Казанка»            | 2:6 | 2:1 | 1:4 |     | 2:2 | 4:1 | 2 | 1 | 2 | 11 — 14 | 10 |
| 5 | «Дукат»              | 1:1 | 1:2 | 0:2 | 2:2 |     | 2:0 | 1 | 2 | 2 | 6 — 7   | 9  |
| 6 | СКиГ                 | 2:6 | 0:1 | 2:1 | 1:4 | 0:2 |     | 1 | 0 | 4 | 5 — 14  | 7  |

#### Дополнительный матч за первое место[14]
«Серп и Молот» — «Трехгорка» — 5:1

#### Традиционный товарищеский матч чемпиона Москвы со сборной Москвы
| 30 окт | «Серп и Молот» | 4:4 | Москва                     | «им.Томского» |
| | - Аникин 28′   |     | - М.Зайцев 49′ - Кожин 51′ |               |
| Серп и Молот: Назаретов - Б.Аркадьев, Афонин - Максимов, Апухтин, Антонов - Аникин, Н.Ильин, Гусев, Петров, Бубенцов Москва: ?.Зайцев - И.Андреев, Пучков - П.Новиков, Якушин, Литвейко - Н.Семенов, М.Зайцев, С.Артемьев, Кожин, Пугачев |                |     |                            |               |

## Клубный зачет

### Первая группа
Победители в «младших» командах
- II —  «Дукат»
- III —  «Серп и Молот»
- IV —  «Дукат»
- V —  СКиГ
- «Клубный зачет» —  «Казанка», «Дукат», «Серп и Молот»

### «Младшие» группы
«Клубный зачет»
- II —  «Гознак»
- III — «Трудкоммуна № 1»